# Joan Bagué
Joan Baptista Bagué i Roura, né le 18 décembre 1964, est un homme politique espagnol membre de la Convergence démocratique de Catalogne (CDC).

## Biographie

### Vie privée
Il est marié et père d'une fille et un fils.

### Profession
Il a travaillé comme correcteur linguistique dans un journal catalan.

### Activités politiques
Joan Bagué est conseiller municipal de Gérone de 1995 à 2007. Il est vice-président de la députation provinciale de Gérone de 1995 à 1999, puis député à la Culture de 1999 à 2003.
Le 20 novembre 2011, il est élu sénateur pour Gérone au Sénat et réélu en 2015 et 2016.